# Park linearny

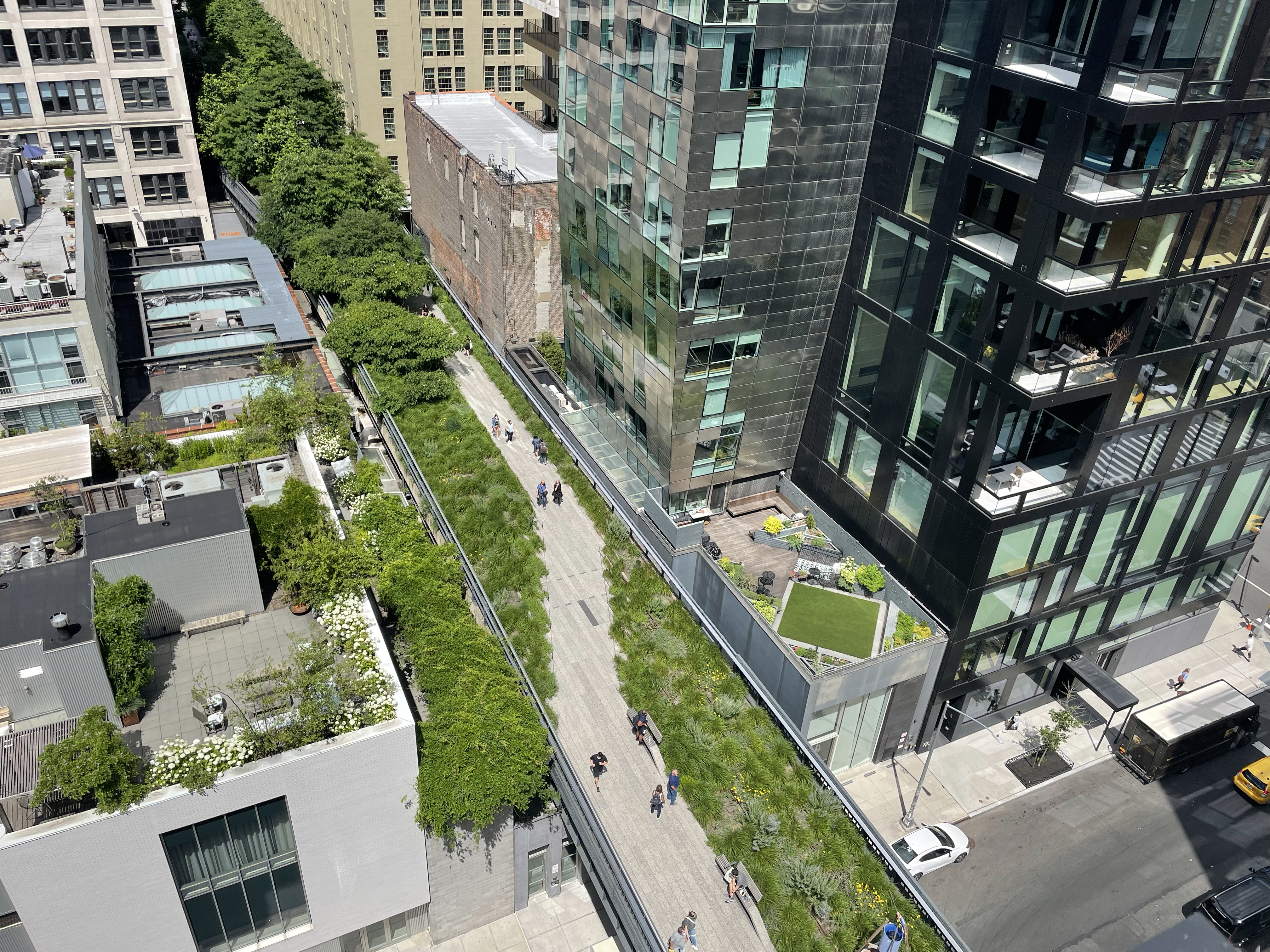
Park High Line w Nowym Jorku

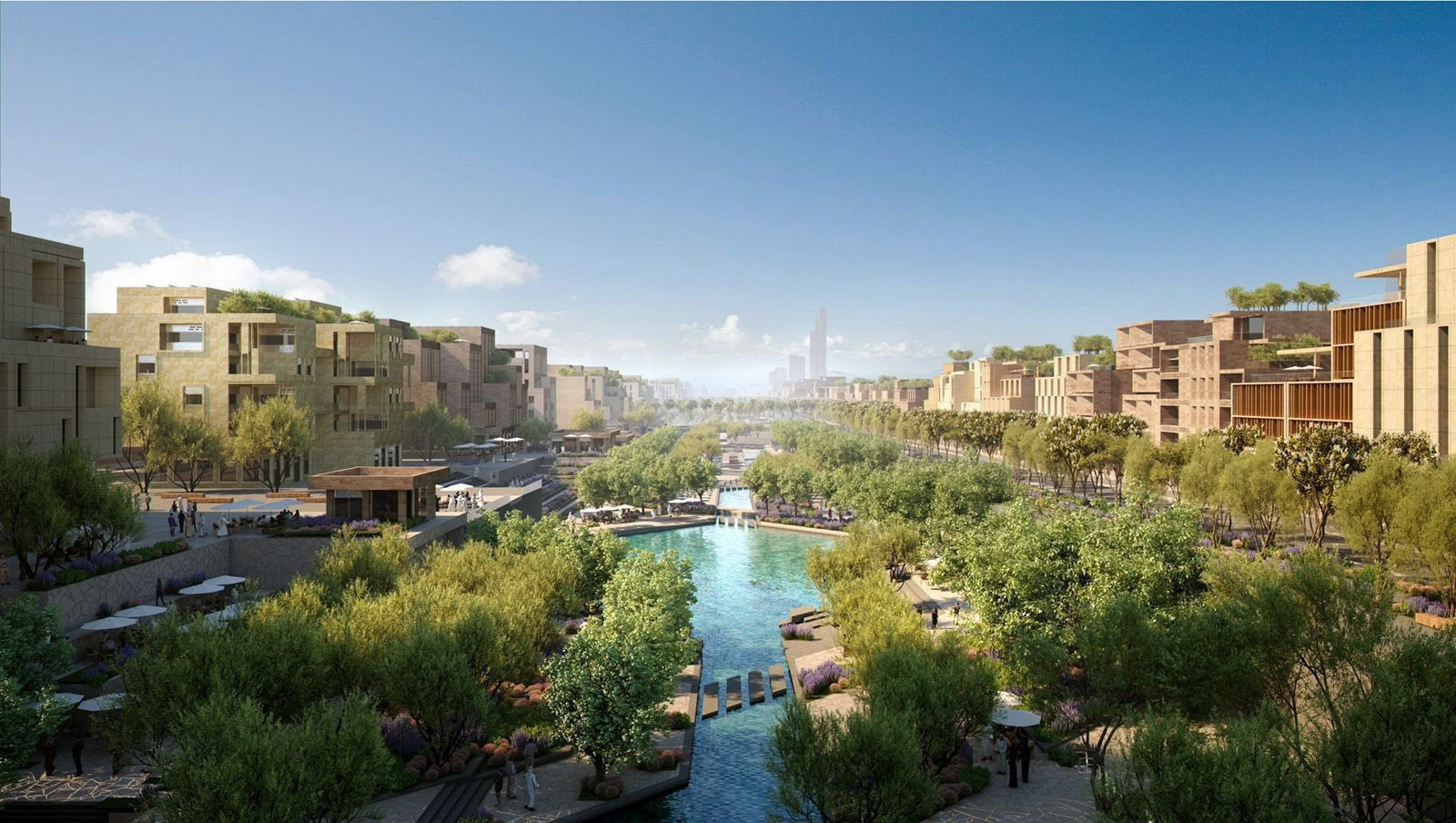
Wizualizacja parku linearnego Sports Boulevard w Rijadzie w Arabii Saudyjskiej

Park linearny – rodzaj parku, który wyróżnia się od innych terenów zieleni kilkoma cechami: formą przestrzenną – wydłużony, linearny kształt; lokalizacją – często bezpośrednio powiązaną z formą liniową elementów, którym towarzyszą, lub tych, które zastępują: kanałów, rzek, strumieni, murów obronnych, linii elektrycznych, linii kolejowych lub autostrad i linii brzegowych.
Przykłady parków linearnych, oddając najszersze znaczenie tego słowa, obejmują od korytarzy dzikiej przyrody przez drogi rzeczne po szlaki. Planowo powstają one względnie rzadko, a znacznie częściej w wyniku przebudowy dotychczasowej infrastruktury. Pierwsze tego typu koncepcje sięgają XIX wieku. Ich echo można też znaleźć u tzw. decentrystów na czele ze słynną utopijną, miejską wizją, czyli w miastach-ogrodach jutra Ebenezera Howarda. W praktyce urbanistycznej XX wieku parki linearne zaczęły powstawać pod koniec stulecia, a największe natężenie ich powstawania przypada na ostatnie lata wieku. W coraz większej liczbie miasta przebudowywały lub adaptowały istniejącą infrastrukturę tak, by pełniła rolę parkową i – tym samym – stawała się zieloną infrastrukturą. Reprezentatywnym przykładem w tym przypadku są szlaki pokolejowe (ang. rails to trails), zlokalizowane na nieużywanych torowiskach dawnych linii kolejowych, przekształconych do użytku rekreacyjnego poprzez usunięcie szyn i konstrukcji służących transportowi kolejowemu. Często wymienianym przykładem takiego przekształcenia jest High Line w Nowym Jorku – zbudowany w miejscu dawnej linii kolejowej, umiejscowiony ponad ulicami.
Parki linearne można również zaliczyć do infrastruktury nazywanej zielonymi szlakami (zielone ścieżki lub zielone trasy), ale w obrębie miast, łączących poszczególne ich części, którymi można przemieszczać się w całkowitej izolacji od ruchu samochodowego i związanych z tym dyskomfortem powodowanym przez spaliny i hałas. Tego typu parki często planowane są w połączeniu z trasami rowerowymi, żeby zapewnić rowerzystom bezpieczną i pozbawioną dyskomfortu komunikację.
W Warszawie powstaje park linearny na Służewcu w okolicy ulicy Suwak, którego przestrzeń wyznaczona została poprzez nieużytki powstałe między linią biurowców i budynków mieszkalnych a torami kolejowymi; pierwotne plany powstały w 2021 roku i zakładały także budowę velostrady. W postaci parku linearnego zagospodarowana zostanie też przestrzeń na Ursynowie znajdująca się nad tunelem Południowej Obwodnicy Warszawy. W Poznaniu na park linearny zostanie zaadaptowany teren po zlikwidowanych torach tzw. kolei berlińskiej. W latach 50. XX w. w ramach regulacji koryta rzek Brynica i Czarna Przemsza w Sosnowcu powstał park biegnący wzdłuż całego przebiegu rzek przez miasto i łączący wcześniej istniejące parki; w latach 2018 - 2024 teren został częściowo zrewitalizowany z przywróconą funkcją parkową. 